# نيكي سبونر
نيكي سبونر (بالإنجليزية: Nicky Spooner)‏ هو لاعب كرة قدم بريطاني في مركز الدفاع، ولد في 5 يونيو 1971 في مانشستر في المملكة المتحدة. لعب مع أولدهام أثلتيك وبولتون واندررز وتشارلستون بيتري ونادي تشستر سيتي.